# کاری (پنسیلوانیا)
کاری (به انگلیسی: Corry) شهری در ایالت پنسیلوانیا کشور ایالات متحده آمریکا است که جمعیت آن در سرشماری سال ۲۰۱۰ میلادی، ۶٬۶۰۵ نفر بوده‌است.